# Irtásfalu (település)
Irtásfalu (románul: Lazuri) falu Romániában, Arad megyében.